# 丁堡镇
丁堡镇，是中华人民共和国广东省茂名市信宜市下辖的一个乡镇级行政单位。

## 行政区划
丁堡镇下辖以下地区：
丁堡村、山背村、大舍坡村、旺坑村、大沙村、平堡村、湾冲村、高桥村、古楼村、塘岭村、岭脚村和铁炉村。